# Alberto Suárez Inda
Alberto Suárez Inda (Celaya, 30. siječnja 1939.), je meksički rimokatolički kardinal i morelijski nadbiskup. 

## Životopis
Godine 1953. ulazi u Biskupijsko sjemenište Moreliji gdje je studirao humanističke znanosti. Pet godina kasnije odlazi u Rim, gdje je studirao filozofiju i teologiju na Papinskom gregorijanskom sveučilištu. Zaređen je za svećenika u svom rodnom gradu Celaya, 8. kolovoza 1964.
Suarez Inda je psotao biskup Tacambara 1985. te se na toj poziciji zadržao do 1995. godine. 20. siječnja 1995. godine imenovan je za nadbiskup Morelije te 24. veljače posvećen.
14. veljače 2015. postao je kardinal svećenik bazilike San Policarpo all'Acquedotto Claudio. U travnju 2015. godine imenovan je za člana Kongregacija za kler i Papinskog vijeća za pravdu i mir. Za geslo ima Živimo za Gospodina (lat. Domino vivimus, špa. Vivimos para el Señor).